# 台74線
台74線（東西向快速公路——快官霧峰線），又稱臺中環線，是臺灣環繞臺中市區與橫跨彰化市之環狀快速公路。起點與終點皆連接國道3號，是全台唯二起點與終點皆為同一公路的快速公路。同時也是台灣最長的環狀快速公路，全長37.7公里，全線除大里聯絡道（大里二－霧峰段）之外，其餘皆為雙向六車道規格。並設有一條支線。
其中，快官－北屯一段是最早通車的路段，連接臺中市、彰化市二地，為台74線之雛型，在當時有著中彰快速道路之稱，隨著北屯二－霧峰段完工，全線於2013年12月31日通車，更名為東西向快速公路快官霧峰線。
快官－北屯一路段與中山高速公路臺中路段平行，此設計的目的是為紓解臺中、彰化間中山高的通勤車流，廣泛來看是中山高速公路中彰段的分流道路。本體線段以ㄇ字型環繞臺中市區，和福爾摩沙高速公路、以及平面的環中路、環中東路組成實質性的大型外環道路，為臺中市政府計畫中臺中環線路網之一，這與日本福岡市的福岡高速環狀線規劃類似。

## 支線

### 甲線

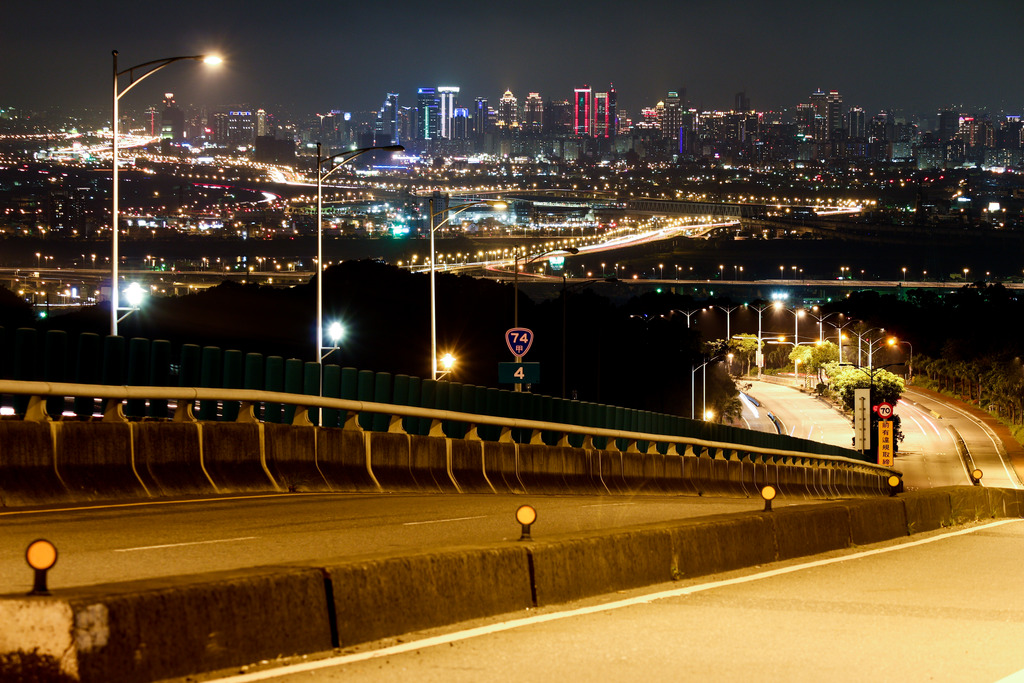
臺74甲線往臺中方向

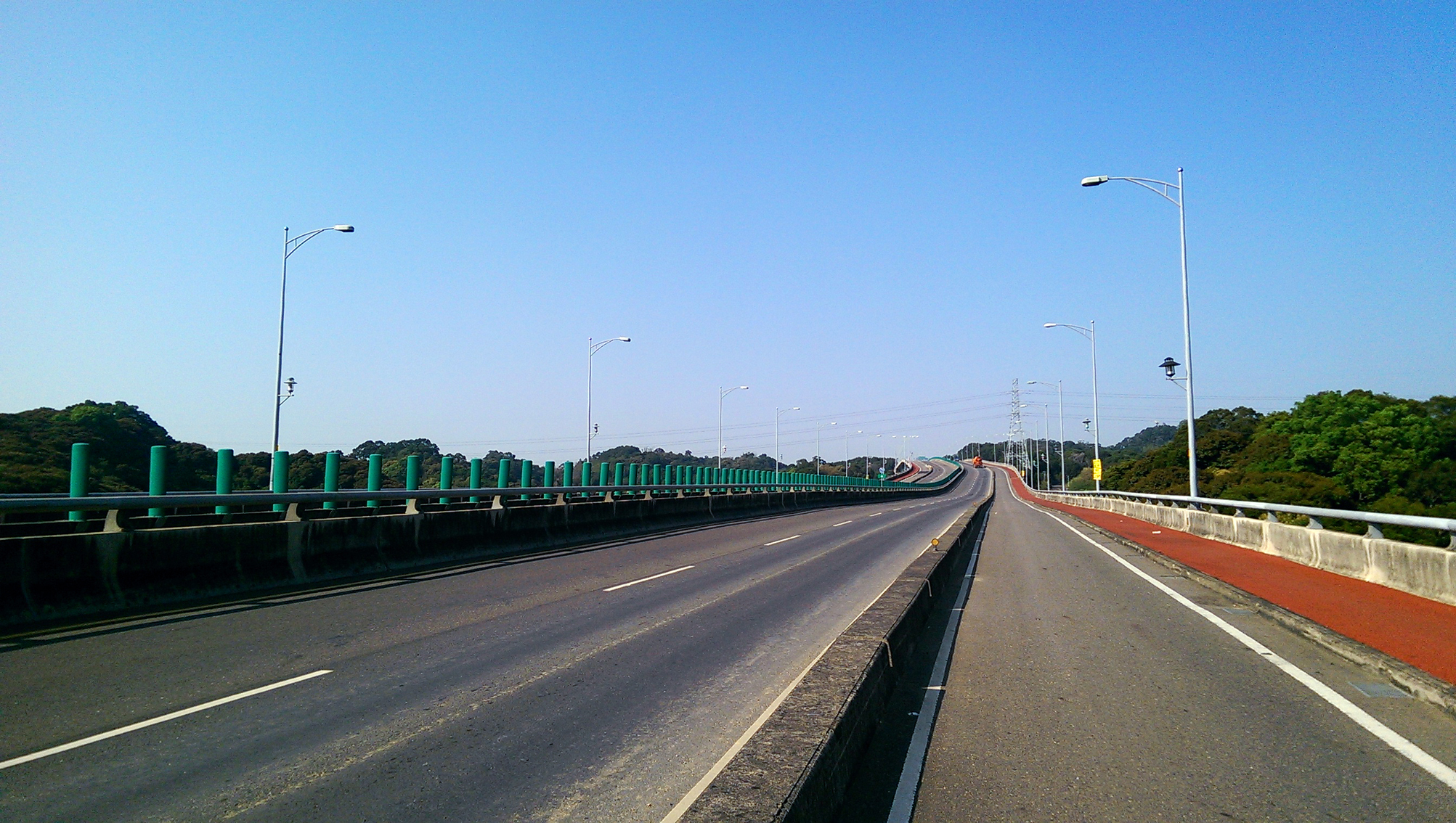
臺74甲線位於花壇路段之9號橋

台74甲線，又稱彰化東外環道，貫穿八卦山山脈，於2004年1月12日通車，全長9.2公里。經公路總局編制為「台74甲」，將原本起點於台14線與牛埔交流道交叉口，再往北延伸變更至快官交流道，往南的終點則迄花壇南邊的台1線續接，全長10.5公里。公路總局為辦理「台74線中彰快速道路與彰化市彰南路口高架工程」，於2009年10月發包施工，並於2010年2月23日起將施工路段進行車道封閉。2011年6月3日下午五時，高架道路完工通車，但全部的立體交叉工程遲於月底完工。
本支線雖有多處平交路口，但採用快速公路規格興建，加上交通號誌管控，可提升公路通行速率，因需要連續跨越溪谷，建有11處橋樑，有2大段較長的封閉式道路，分別是:
- 快官交流道至彰南路高架（1號橋），2~4號橋共4.2公里。2017年，3.3k處農路平交路口號誌燈拆除、分隔島缺口封閉，封閉式路段延長為4.2公里。
- 縣道139號平交路口往南連接8號橋至彰60-1線平交路口共2.5公里。
  - 9號橋為該支線最大建築構造，以南北兩處至高點，跨越姜子寮坑，聚落，溪流與鄉道彰60-1線。

## 概述
主線
快官—北屯二段
2002年5月5日通車，南起彰化市牛埔里快官交流道，往北跨大肚溪後與環中路共構，烏日至北屯路段大致與中山高速公路平行，未來計劃增設中山高速公路匝道銜接大雅交流道。
北屯二—潭子段
原生活圈二號道路東段，即環中路高架橋，中清地下道終點至臺3線（中山路）新建高架道路，已全線通車。
潭子—霧峰段
原生活圈2、4號道路計畫，由交通部國工局負責興建與規劃，在潭子交流道銜接環中路高架橋，往東跨越臺3線及縱貫鐵路，再轉南銜接臺中生活圈4號線道路，一路經太平、大里、霧峰，最後接大里連絡道至福爾摩沙高速公路霧峰交流道止。

## 歷史

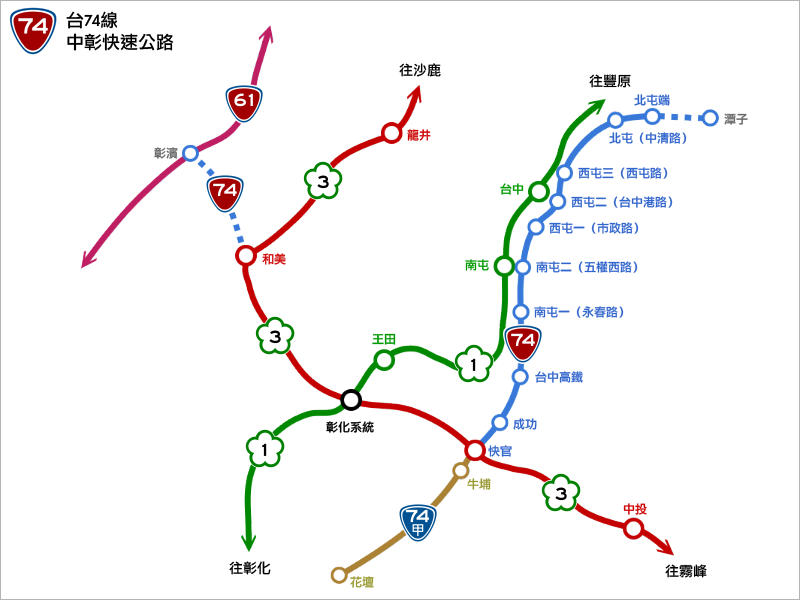
最初版本的台74線

1992年計畫核定路線西起彰濱工業區（接台61線），往東至和美交流道與福爾摩沙高速公路開始共構，至快官交流道後路線分出轉北，迄於大雅交流道附近，並於2002年5月5日啟用快官以東路段。和美交流道以西路段高架從未興建，2011年12月13日正式解編，平面道路於2011年10月15日通車並編為台61乙線，為一般省道公路，不屬於快速公路。
臺74線快速公路路線於2011年12月13日重編，解編快官交流道以西路段並納編生活圈四號道路北段、大里聯絡道路段，止於霧峰交流道銜接福爾摩沙高速公路，成為環繞臺中市區的快速公路。
2019年3月，行政院核定「國道1號增設銜接臺74線系統交流道工程」計畫，未來將在國道1號大雅交流道附近增設銜接臺74線，以解決大雅交流道週邊平面道路壅塞的問題，並於2024年5月13日通車。

## 交流道
主線
- 西屯二交流道的南下入口匝道，為了跨越車流量極大的臺灣大道而有慢車道的設置。
- 前方地下道即台74線先前的終點，位於台中市北屯區，穿越中清路。
- 霧峰交流道，台74線快速公路終點。
- 臺74線下方的松竹路段。

- 除0.0公里快官交流道往國道三號出口匝道、14.8公里北屯二交流道往國道一號北上出口匝道、20.1公里潭子系統交流道及草湖交流道至霧峰交流道（34.7公里至37.8公里）路段外，開放汽缸總排氣量逾250c.c.之大型重型機車行駛[10]。
- 2015年2月10日起環中五權西路口（南屯二）、環中西屯路口（西屯三）、環中崇德路口（崇德）、環中東路軍福十六路（松竹）、環中東路太原路口（太原）、環中東路建軍二街（太原）處實施下匝道車流禁止左右轉管制。
- 2015年3月31日起南屯二交流道下匝道車流開放右轉但禁止左轉和匯入環中路快車道。同時調整環中路車道配置，打除台74線匝道之分隔島且增加一右轉車道，並以回復式導桿區隔。
- 2015年4月30日起西屯三交流道下匝道車流開放右轉但禁止左轉和匯入環中路快車道。同時崇德交流道與松竹交流道（軍福十六路）口下匝道車流開放右轉但禁止左轉。
- 大里二交流道至霧峰交流道路段為大里聯絡道，大里二交流道未來銜接生活圈四號線大肚延伸線（成功－大里）。
- 環狀道路有方向轉換特性，避免爭議，有部分入口匝道不像其他東西向快速公路有標示方向指示牌，例如生活圈四號線(潭子-大里)南北方向。北屯-潭子段標示東西方向大里聯絡道有連接國道3號所以標示為南北方向。

| 台74線路線設施里程一覽表 |      |          |                                  |                        |                                            | | |
| 標誌                     | 里程 | 名稱     | 順樁預告                         | 逆樁預告               | 形式                                       | 通車日 | 銜接道路 →聯絡地區                                                                                               |
|                          |      |          |                                  |                        |                                            | | |
| 0                        | 0    | 快官     | 快速公路起點                     | 南投 和美 快速公路終點 | 複合雙葉型                                 | 2003年1月17日 | 福爾摩沙高速公路 · 中彰路⇒台14丙線（彰興路） · →彰化市、芬園鄉                                                   |
| 1                        | 1.7  | 成功     | 烏日                             | 烏日                   | 簡易鑽石型                                 | 2002年5月5日 | 環河路 →烏日區、成功嶺                                                                                           |
| 4                        | 4    | 高鐵台中 | 高鐵台中站                       | 高鐵台中站             | 喇叭型                                     | 2006年10月24日 | 高鐵東路、高鐵路三段 →高鐵台中站                                                                                 |
| 5                        | 5    | 南屯一   | 環中路四段                       | （僅北出南入）         | 半套Y型                                    | 2002年5月5日 | 環中路⇒永春路 龍富十路 →南屯區劉厝＆鎮平                                                                         |
| 7                        | 7.8  | 南屯二   | 五權西路                         | 五權西路               | 分離式簡易鑽石型                           | 1999年2月 | 市道136號（五權西路） · 側車道：環中路 · →南屯區新庄子、臺中工業區、 南屯交流道                                  |
| 8                        | 8.4  | 西屯一   | 市政路                           | 市政路                 | 分離式簡易鑽石型                           | 1999年2月 | 市政路 側車道：環中路 →西屯區朝馬                                                                                |
| 10                       | 10.0 | 西屯二   | 青海路                           | 朝馬路                 | 分離式簡易鑽石型                           | 2000年2月 | 朝馬路、青海路 側車道：環中路⇒福科路 →西屯區                                                                     |
| 11                       | 10.9 | 西屯三   | 西屯路                           | 西屯路                 | 分離式簡易鑽石型                           | 2002年2月 | 西屯路 側車道：環中路 →西屯區西屯市區＆水堀頭                                                                    |
| 13                       | 13.0 | 北屯一   | 凱旋路                           | 凱旋路                 | 分離式簡易鑽石型                           | 2002年5月5日 | 凱旋路 · 台1乙線（中清路） · 市道127號（廣福路） · 側車道：環中路 · →西屯區上牛埔子、北屯區、大雅區              |
| 13.8~14.1 地下道         |      |          |                                  |                        |                                            | | |
| 14                       | 14.8 | 北屯二   | 豐原 松竹路三段                  | 中清路 豐原            | 分離式簡易鑽石型（銜接環中路） Y型（銜接） | 2002年5月5日（東出西入） 2013年12月31日（西出東入） 2024年5月13日（銜接） 2024年6月18日 （西出東入銜接中清路復通） | 大雅系統交流道（北） · 台1乙線（中清路） · 松竹路 · 側車道：環中路 · →大雅區、西屯區、北屯區                     |
| 16                       | 16.9 | 崇德     | 崇德路                           | 崇德路                 | 分離式簡易鑽石型                           | 2012年12月18日（西出） 2013年7月31日（東入） 2013年12月31日（東出西入）                                            | 四平路、崇德路 側車道：環中路 →北屯區水汴頭＆四張犁、洲際棒球場                                                  |
| 18                       | 18.8 | 潭子     | 潭子區中山路                     | 潭子區中山路           | 分離式簡易鑽石型                           | 2012年12月18日（東入） 2013年5月15日（西出） 2013年12月31日（東出西入）                                            | 台3線（中山路） · 復興路 · 側車道：環中路⇔環中東路 · →潭子區瓦磘子、潭子加工出口區                               |
| 20                       | 20.1 | 潭子系統 | 清水                             | 清水                   | 複合型                                     | 2022年1月22日 | 台中環線 |
| 22                       | 22.8 | 松竹     | 松竹路一段                       | 東山路                 | 分離式簡易鑽石型                           | 2011年12月31日 | 松竹路、東山路 側車道：環中東路 →北屯區軍功寮＆大坑、大坑風景區                                                  |
| 24                       | 24.4 | 太原     | 太原路                           | 太原路                 | 分離式簡易鑽石型                           | 2011年12月31日 | 太原路 側車道：環中東路 →北屯區水景頭＆廍仔                                                                      |
| 26                       | 26.9 | 太平     | 太平區中山路                     | 樂業路 東平路          | 分離式簡易鑽石型                           | 2011年12月31日 | 中89-3線（中山路） · 市民大道 · 祥順路 · 樂業路⇔中130線（東平路） · 側車道：環中東路 · →太平區太平市區、東區旱溪 |
| 30                       | 30.1 | 大里一   | 德芳南路                         | 振興路 太平路          | 分離式簡易鑽石型                           | 2011年12月31日（北上出入） 2012年11月30日（南下出入） 預計2025年（六順橋南入） 預計2026年2月（十九甲北出）         | 德芳南路 · 側車道：環中東路⇒市道136號 · →大里區大里市區、太平區、東區                                            |
| 32                       | 32.9 | 大里二   | 中投公路                         | （僅南出北入）         | 半套Y型                                    | 2011年12月31日（南出） 2012年11月30日（北入）                                                                      | 中105線（北） · 環河路⇒中投東、西路 · →大里區大里市區                                                            |
| 34                       | 34.7 | 草湖     | 大里區中山路                     | 大里區中山路           | 分離式簡易鑽石型                           | 2023年10月31日 | 振興路⇒西湖路 · 中山路⇒中105線（大峰路） · 側車道：中137線（西湖路178巷） · →大里區草湖、臺中軟體園區            |
| 37                       | 37.7 | 霧峰     | 草屯 埔里 烏日 霧峰 快速公路終點 | 快速公路起點           | 複合Y型                                    | 2011年12月31日 | 福爾摩沙高速公路、台3線（中正路） · →霧峰區                                                                      |

甲線
| 台74甲線路線設施里程一覽表 |       |                  |                                                  |                                                  |                                           |                                                                                |                                                                          |
| 標誌                       | 里程  | 名稱             | 順樁預告                                         | 逆樁預告                                         | 形式                                      | 通車日                                                                         | 銜接道路 →聯絡地區                                                       |
|                            |       |                  |                                                  |                                                  |                                           |                                                                                |                                                                          |
| 0                          | 0.0   | 快官             | 公路起點                                         | 台中 和美 南投 公路終點                          | 複合雙葉型                                | 2003年1月17日                                                                  | 福爾摩沙高速公路                                                         |
| 1                          | 1.0   | 牛埔             | 彰興路（A） 芬園 彰化（B）                       | 彰化市區 芬園                                    | 半套折疊式鑽石型 （往） 簡易鑽石型 （往） | 2002年5月5日 （往平交路口） 2007年2月13日 （往匝道） 2011年6月3日 （往立體化） | 台14丙線（彰興路） · 台14線（彰南路） · 側車道：中彰路 · →彰化市、芬園鄉 |
| 4.2K封閉式路段結束         |       |                  |                                                  |                                                  |                                           |                                                                                |                                                                          |
| －                         |       |                  |                                                  |                                                  |                                           |                                                                                |                                                                          |
| －                         |       |                  |                                                  |                                                  |                                           |                                                                                |                                                                          |
| －                         |       |                  |                                                  |                                                  |                                           |                                                                                |                                                                          |
| 此處有交通號誌             | 4.2   | 牛稠湖平交路口   | 不適用                                           | 不適用                                           | 平交路口                                  | 2004年1月12日                                                                  | 彰南路三段2巷 →彰化市牛稠湖                                              |
| －                         |       |                  |                                                  |                                                  |                                           |                                                                                |                                                                          |
| 此處有交通號誌             | 4.8   | 銀行山平交路口   | 不適用                                           | 不適用                                           | 平交路口                                  | 2004年1月12日                                                                  | 水月台路 →彰化市銀行山                                                   |
| －                         |       |                  |                                                  |                                                  |                                           |                                                                                |                                                                          |
| －                         |       |                  |                                                  |                                                  |                                           |                                                                                |                                                                          |
| 此處有交通號誌             | 5.1   | 八卦山平交路口   | 彰化市區 南投 國立教育電台 彰化縣政府 大佛風景區 | 南投 彰化市區 國立教育電台 彰化縣政府 大佛風景區 | 平交路口                                  | 2004年1月12日                                                                  | 縣道139號 · →彰化市、花壇鄉、八卦山風景區                                |
| －                         |       |                  |                                                  |                                                  |                                           |                                                                                |                                                                          |
| －                         |       |                  |                                                  |                                                  |                                           |                                                                                |                                                                          |
| 此處有交通號誌             | 7.6   | 灣子口平交路口   | 三家春 姜仔寮                                    | 姜仔寮 三家春                                    | 平交路口                                  | 2004年1月12日                                                                  | 彰60-1線（灣福路） · →花壇鄉灣子口、姜仔寮、三家春                       |
| －                         |       |                  |                                                  |                                                  |                                           |                                                                                |                                                                          |
| －                         |       |                  |                                                  |                                                  |                                           |                                                                                |                                                                          |
| 此處有交通號誌             | 9.5   | 後菜園平交路口   | 大村 花壇市區                                    | 花壇市區 大村                                    | 平交路口                                  | 2004年1月12日                                                                  | 縣道137號 · →花壇鄉後菜園&花壇市區、大村鄉                               |
| 此處有交通號誌             | 9.8   | 橋仔頭平交路口   | 不適用                                           | 不適用                                           | 平交路口                                  | 2004年1月12日                                                                  | 花橋街 →花壇鄉後菜園&橋仔頭                                              |
| 此處有交通號誌             | 10.0  | 東彰北路平交路口 | 不適用                                           | 不適用                                           | 平交路口                                  | 2025年1月24日                                                                  | 東彰北路 →花壇鄉、大村鄉、員林市                                         |
| 此處有交通號誌             | 10.2  | 中平交路口       | 不適用                                           | 不適用                                           | 平交路口                                  | 2004年1月12日                                                                  | 內厝街222巷 →花壇鄉中庄                                                    |
| 10                         | 10.53 | 花壇端           | 員林 北斗 花壇市區 彰化 彰化監理站 公路終點      | 公路起點                                         | 直接式                                    | 2004年1月12日                                                                  | 台1線 · →彰化市、花壇鄉、大村鄉、員林市                                  |

## 車道數及速限
主線
| 路段                     | 車道數 | 車道數 | 車道數 | 速限 （km/h） |
| 路段                     | 東行   | 西行   | 雙向   | 速限 （km/h） |
| ------------------------ | ------ | ------ | ------ | ------------- |
| 快官交流道～大里二交流道 | 3      | 3      | 6      |               |
| 大里二交流道～霧峰交流道 | 2      | 2      | 4      |               |

甲線
| 路段                                      | 車道數 | 車道數 | 車道數 | 速限（km/h） | 速限（km/h） | 備註      |
| 路段                                      | 南下   | 北上   | 雙向   | 快車道       | 慢車道       | 備註      |
| ----------------------------------------- | ------ | ------ | ------ | ------------ | ------------ | --------- |
| 快官交流道～牛埔交流道北出南入匝道        | 2      | 2      | 4      |              | 不適用       | [ 註 14 ] |
| 牛埔交流道北出南入匝道～縣道137號平交路口 | 2＋1慢 | 2＋1慢 | 4＋2慢 |              | [ 註 15 ]    |           |
| 縣道137號平交路口～內厝街222巷平交路口    | 2＋1慢 | 2＋1慢 | 4＋2慢 |              | [ 註 16 ]    |           |
| 內厝街222巷平交路口～花壇端               | 3      | 2＋1慢 | 5＋1慢 |              |              |           |

## 後續計畫

### 延伸大肚、龍井銜接台61線
有議員提出台74線自烏日西延到大肚、龍井之要求，而內政部營建署也重新辦理該路段之綜合檢討與環評作業，於2009年2月召開期末報告會議。該延伸路段東起高鐵台中站特定區，循烏溪北岸西行經大肚、龍井，迄於台61線，約14公里。

## 相關資訊
- 興建單位：
  - 台74線
    - 交通部公路局（快官至北屯二）
    - 交通部高速公路局（北屯二至霧峰）

  - 台74甲線
    - 交通部公路局
- 維護單位：交通部公路局中區養護工程分局員林工務段
- 管理單位：
  - 臺中市政府警察局（台74線）
  - 彰化縣警察局（台74甲線）

### 文獻
- . 臺中市交通局.   [2014-04-27]. （原始内容存档于2014-04-08） （中文）.
- . 聯合新聞網.   [2010-11-29]. （原始内容存档于2010-11-22） （中文）.
- 交通部台灣區國道新建工程局. . 台灣. 2005.
- . 國道新建工程局.   [2007-03-04]. （原始内容存档于2016-03-05） （中文）.
- . 中央社 (Yahoo！奇摩). 2008-01-14  [2008-01-23]. （原始内容存档于2010-03-09） （中文）.
- . 經濟建設委員會 (經濟建設委員會). 2008-01-14  [2008-04-09]. （原始内容存档于2008-06-06） （中文）.
- . 自由時報.   [2011-03-17]. （原始内容存档于2011-03-21） （中文）.
- . 臺中市交通局. 2014-07-03  [2014-07-03]. （原始内容存档于2020-11-26） （中文）.
- 台74線交流道示意圖 （页面存档备份，存于） 公路總局